# Abdellatif Mouffok
Abdellatif Mouffok , est un joueur de handball algérien .

## Biographie
- CR Bordj Bou

Arreridj[pas clair]
- ES Aïn Touta

## Palmarès

### avec l'équipe d'Algérie
Championnats d'Afrique
- 6e place au Championnat d'Afrique 2018 ( Gabon)